# Kesänkitunturi
Kesänkitunturi är ett berg i Finland.  Det ligger i Kolari kommun och landskapet Lappland, i den norra delen av landet, 800 km norr om huvudstaden Helsingfors. Toppen på Kesänkitunturi är 523 meter över havet, eller 255 meter över den omgivande terrängen. Bredden vid basen är 4,0 km.
Terrängen runt Kesänkitunturi är platt åt nordost, men åt sydväst är den kuperad.  Trakten runt Kesänkitunturi är nära nog obefolkad, med mindre än två invånare per kvadratkilometer. Närmaste större samhälle är Äkäslompolo, 5,4 km väster om Kesänkitunturi. 